# 제표기

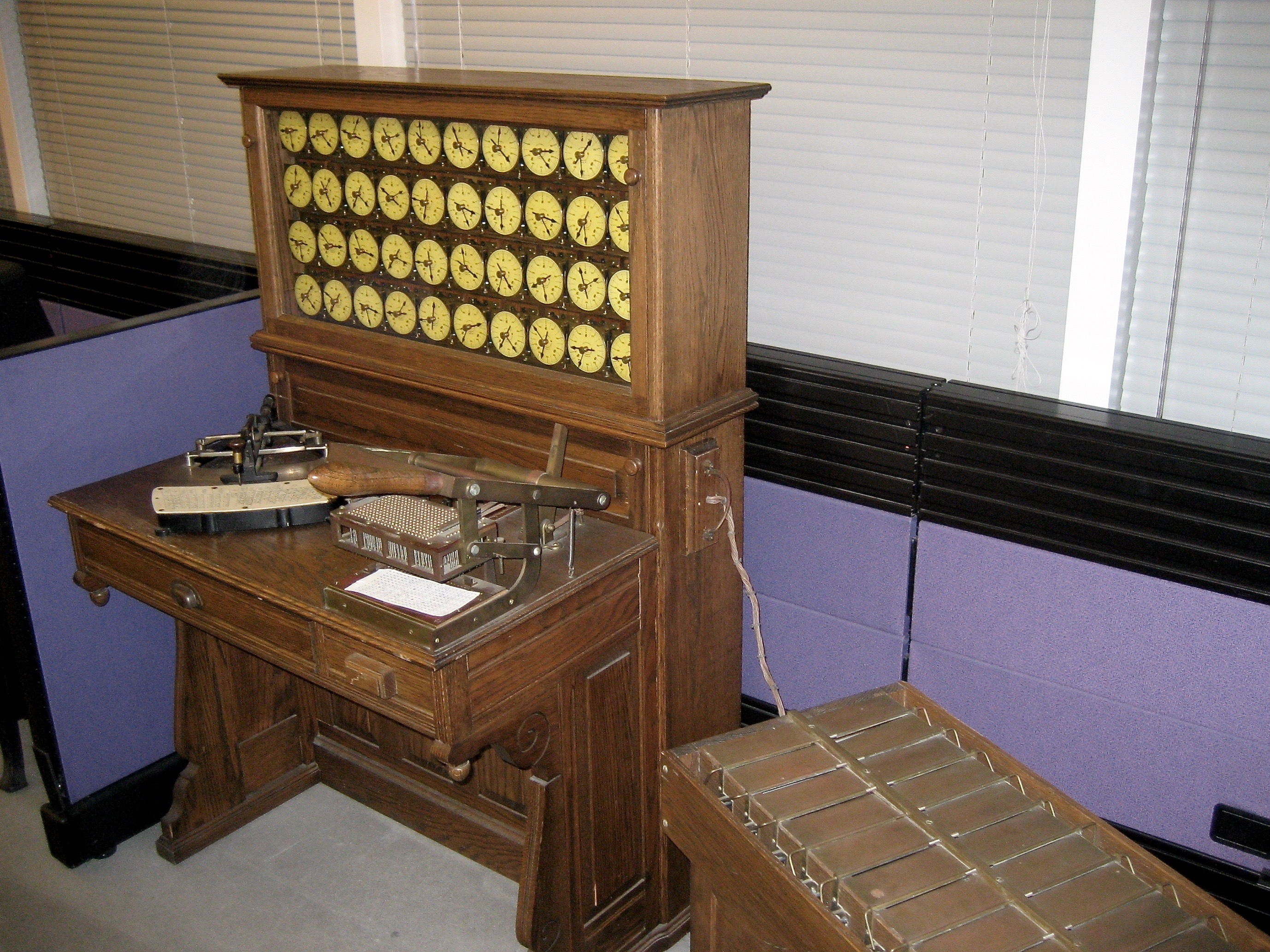
1890년 홀러리스 천공 카드 제표기와 분류 상자의 복제품

제표기(영어: tabulating machine, 製表機)는 천공 카드들에 저장된 정보를 요약하도록 만들어진 전기기계 장비이다. 도표작성기(圖表作成機), 태뷸레이터 등으로도 불린다.  허먼 홀러리스가 발명하였으며, 1890년 미국 인구 조사에서 데이터를 가공하기 위해 개발되었다. 이후 모델들은 회계와 재고관리 등 사업 분야에 널리 응용되었다.

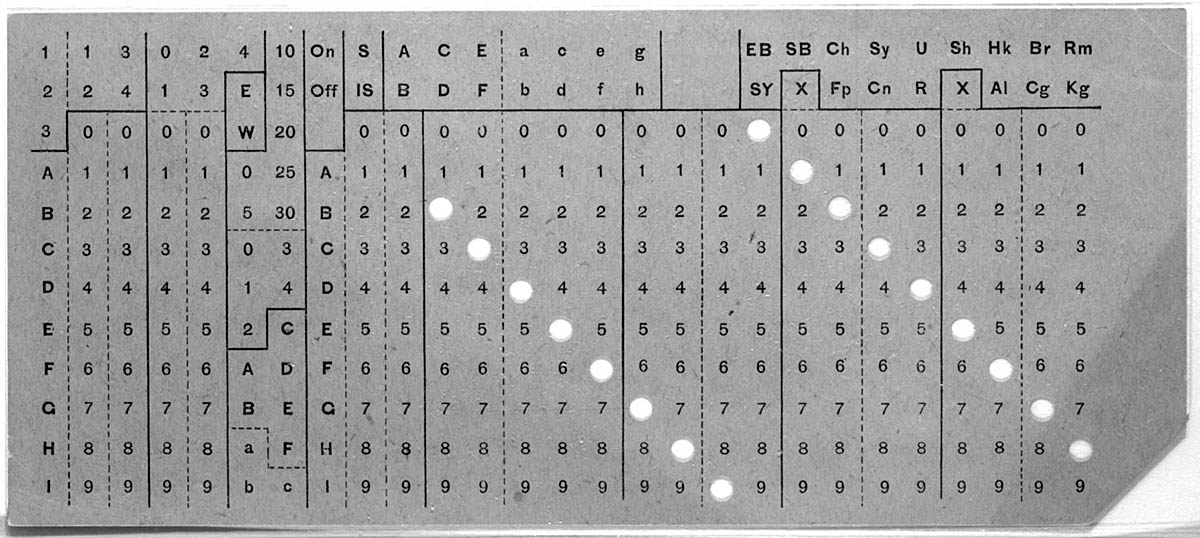
홀러리스 천공 카드